# Niedersächsischer Bund für freie Erwachsenenbildung
Der Niedersächsische Bund für freie Erwachsenenbildung e. V. (kurz nbeb) wurde im August 1954 gegründet. Er vertritt die gemeinsamen Interessen und Positionen der öffentlich geförderten Erwachsenenbildung in Niedersachsen auf politischer Ebene. Eine Zusammenarbeit mit dem Niedersächsischen Ministerium für Wissenschaft und Kultur (MWK) soll sicherstellen, dass Innovationskraft und Leistungsfähigkeit der Einrichtungen erhalten und entwickelt werden.

## Geschichte

### Erwachsenenbildung in Niedersachsen bis 1954
Im Zweiten Weltkrieg wurde die Erwachsenenbildungsstruktur, die sich bis in die 1930er Jahre hinein entwickelt hatte, weitgehend zerstört. Zudem war durch Propagandaprogramme der Nationalsozialisten das Vertrauen in öffentliche Weiterbildungseinrichtungen zerrüttet worden. Nach dem Krieg musste unter dem Wirken der Alliierten ein umfassender Wiederaufbau der Gebäude, der Strukturen und der Glaubwürdigkeit institutioneller Erwachsenenbildung stattfinden.
In Niedersachsen gelang dieser Wiederaufbau zügig und in äußerst strukturierter Form. Bereits im Oktober 1945 wurde der „Bund für Erwachsenenbildung Hannover“ gegründet, dessen Aufgabe die Bündelung der demokratischen Erwachsenenbildungsinitiativen in Hannover sowie die Trägerschaft der Volkshochschule Hannover war. Ziel war es – gerade im Schatten des Zweiten Weltkrieges –, speziell die „freie“ Erwachsenenbildung zu fördern und somit eine gewisse Entkopplung von Erwachsenenbildung und Staat zu erreichen.

### Gründung des Niedersächsischen Bundes für freie Erwachsenenbildung
Daraus entwickelte sich der Niedersächsische Bund für freie Erwachsenenbildung e. V. (nbeb). Er wurde am 14. August 1954 durch den Landesverband der Volkshochschulen, die Bildungsvereinigung Arbeit und Leben und die Ländliche Erwachsenenbildung als Dachverband freier und öffentlicher Träger der Erwachsenenbildung gegründet.
Drei bildungspolitische Ziele wurden vorrangig verfolgt:
- Der Aufbau leistungsfähiger Einrichtungen der Erwachsenenbildung mit pluraler Struktur,
- die staatliche Anerkennung und Förderung dieser Einrichtungen aufgrund eines Landesgesetzes sowie
- deren Unabhängigkeit gegenüber dem Staat.

### Entwicklung bis 1970
In den darauffolgenden Jahren traten die Arbeitsgemeinschaften der katholischen und der evangelischen Erwachsenenbildung, der Landesverband der Heimvolkshochschulen sowie das Bildungswerk der Deutschen Angestelltengewerkschaft ebenfalls dem nbeb bei.
Durch die Bündelung der Interessen von sieben Erwachsenenbildungsverbänden wurde ein nachhaltiger Druck auf die  Landesregierung aufgebaut, gesetzliche Rahmenbedingungen für die Erwachsenenbildung im Lande Niedersachsen zu schaffen.

### Verabschiedung des Niedersächsischen Erwachsenenbildungsgesetzes (NEBG)
Am 13. Januar 1970 wurde schließlich das Niedersächsische Erwachsenenbildungsgesetz (NEBG) im Landtag verabschiedet. Neben der finanziellen Förderung durch das Land Niedersachsen wurden hier „das Recht auf selbstständige Gestaltung des Lehrplans, (…) die freie Auswahl der Leiter und Mitarbeiter und die Freiheit der Lehre“[1] festgeschrieben.
Das NEBG war das erste Erwachsenenbildungsgesetz in Deutschland und setzte dadurch nachhaltige Akzente in der  bildungspolitischen Diskussion. Daran anknüpfend verabschiedeten auch andere Bundesländer entsprechende Gesetze.

### Entwicklung nach 1970
Ein   Interessenkonflikt bewog den Landesverband der Volkshochschulen noch im selben Jahr zu einem Austritt aus dem nbeb. Auch wenn 1988 das Bildungswerk der Niedersächsischen Wirtschaft und 1992 der Verein Niedersächsischer Bildungsinitiativen Mitglieder im nbeb wurden, so fehlte doch eine entscheidende Institution der Niedersächsischen Erwachsenenbildungslandschaft.
Nach   Gesprächen konnten die alten Konflikte geklärt werden, so dass der Landesverband der Volkshochschulen im Jahr 1994 erneut Mitglied wurde. Seitdem ist der nbeb wieder der Dachverband aller anerkannten Landeseinrichtungen der Erwachsenenbildung.

## Mitglieder
- Bildungsvereinigung ARBEIT UND LEBEN Niedersachsen e.V. (A+L)
- Bildungswerk der Niedersächsischen Wirtschaft gemeinnützige GmbH (BNW)
- Bildungswerk der Vereinten Dienstleistungsgewerkschaft (ver.di) in Niedersachsen e. V., (BW ver.di)
- Evangelische Erwachsenenbildung Niedersachsen (EEB)
- Katholische Erwachsenenbildung im Lande Niedersachsen e.V. (KEB)
- Landesverband der Volkshochschulen Niedersachsens e.V. (LV VHS)
- Ländliche Erwachsenenbildung in Niedersachsen e. V. (LEB)
- Niedersächsischer Landesverband der Heimvolkshochschulen e. V. (LV HVHS)
- Verein Niedersächsischer Bildungsinitiativen e. V. (VNB)